# Sphecodes olivieri
Sphecodes olivieri is een vliesvleugelig insect uit de familie Halictidae. De wetenschappelijke naam van de soort werd voor het eerst geldig gepubliceerd in 1825 door Lepeletier.